# BRIDGE はじまりは1995.1.17神戸
『BRIDGE はじまりは1995.1.17神戸』（ブリッジ はじまりはいちきゅうきゅうごいってんいちなな こうべ）は、関西テレビの制作によって2019年1月15日（火曜日）の21:00 - 23:18にフジテレビ系列で放送されたテレビドラマである。主演は井浦新。
「1995年1月17日（火曜日の早朝5:46）に阪神・淡路大震災が発災した影響で線路ごと崩壊した西日本旅客鉄道（JR西日本）神戸線六甲道駅を、奥村組を初めとする共同事業体が発災からわずか74日後に復旧させた」という実話を基に、地元民放局の関西テレビ（カンテレ）が、「カンテレ開局60周年特別ドラマ」として制作した。

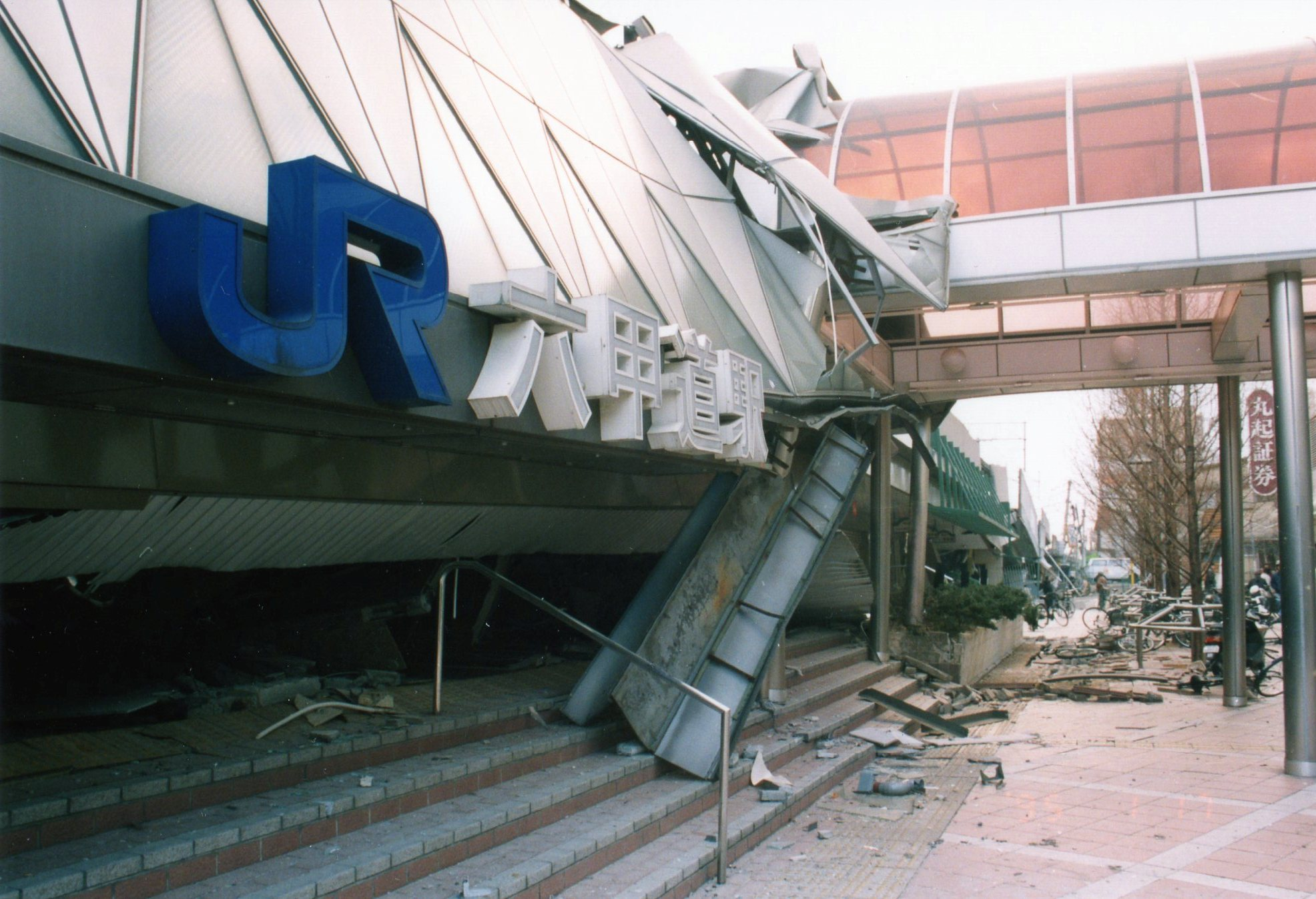
震災直後の六甲道駅

## 登場人物
高倉昭
演 - 井浦新
建設会社「磐巻組」JR六甲道駅工事所長。
春日豊
演 - 椎名桔平 （少年期 : 野村周平）
少年期に阪神・淡路大震災で被災したJR六甲道駅における工事の記録係を担当したことがある男性。
春日ふみ子
演 - 森下ひさえ
春日の母。民宿「曙」を経営している。
服部瞳
演 - 葵わかな
大阪にあるホテルの職員。少年時代の春日とは姉弟のような関係にあった。
佐伯有
演 - 佐野岳
瞳の幼なじみ。
竹田里津
演 - 阿部純子
芦屋に通う銀行員。震災後に瞳と知り合う。
佐渡島克也
演 - 葉山奨之
神戸に住む少年。進学校である兵庫県立南灘高等学校普通科の1年生。震災慰霊碑に落書きしたとして警察に捕まった夜、春日と出会う。
鶴義太郎
演 - 松尾諭
建設会社「磐巻組」所属。JR六甲道駅計画担当。
花祭俊貴
演 - 波岡一喜
建設会社「磐巻組」所属。JR六甲道駅工事副所長。
御手洗靖
演 - 浅香航大
建設会社「磐巻組」所属。JR六甲道駅安全管理担当。
國代寛治
演 - 佐藤隆太
建設会社「磐巻組」所属。JR六甲道駅工事現場主任。
國代遥
演 - 三倉佳奈
國代の妻。
國代土日照
演 - 上田琳斗
國代の息子。
國代木絵
演 - 小山紗愛
國代の娘。
江戸川正央
演 - 桂文枝
建設会社「磐巻組」OBで、六甲道駅の建設に携わった。
九頭竜
演 - 松本勝
「五百旗頭組」に所属するベテランの重機オペレーター。
観音崎発光
演 - 片瀬那奈
ひと儲けを狙う演歌歌手。
安
演 - 金剛地武志
発光のギター伴奏者。
あだばな
演 - 濱田マリ
スナック「六甲小町」のママ。
但馬源
演 - 小市慢太郎
JR六甲道駅前にある焼鳥屋「鳥和」の店主。
但馬ハル
演 - 西慶子
源の娘。
但馬ナツ
演 - 澤純子
源の妻。
有香
演 - 楠見薫
JR六甲道駅1階にある薬局の店主。
小比類巻葵
演 - 中村靖日
新聞販売店の二代目。
猪木
演 - 清原翔
東京から来たボランティアの青年。
高倉奈々
演 - 吉田羊
高倉の妻。
高倉もも
演 - 井頭愛海
高倉の娘。
アユミ
演 - 山本和花
春日のビデオカメラに1994年8月18日撮影の映像が記録された少女。
町田
演 - 山下徹大
西日本旅客鉄道（JR西日本）の人物。
玄能美能留
演 - ユースケ・サンタマリア
東日本旅客鉄道（JR東日本）の技術者。JR六甲道駅工事の実質的な責任者。
その他
演 - 奥村太加典、小林元樹、黒川モトハル、藤本有紀美、江戸川じゅん兵、吉田祐健、佐藤滋、松井正樹、恵有一、松岡哲永、野村たかし、森本武晴、栗本修次、村尾オサム、小川智弘、前田瑞貴、村田裕貴、和田将吾、清水一輝、南優、西村光弘、酒井駿、ミル・ソク、小柳美李、このか

## スタッフ
- 特別協力 - 奥村組
- 協力 - 西日本旅客鉄道、東日本旅客鉄道、JR東日本コンサルタンツ
- 撮影協力 - 神戸市、JR西日本ロケーションサービス、神戸元町商店街連合会、六甲本通商店街、元町高架通商店街振興組合、神戸港振興協会、神戸すまいまちづくり公社、神戸ベイクルーズ、姫路フィルムコミッション、坂戸フィルムコミッション、境町フィルムコミッション、東葉高速鉄道　ほか
- 演出 - 白木啓一郎（カンテレ）
- 脚本 - 一色伸幸
- 音楽 - イケガミキヨシ
- 劇中歌 - 「つないでブギ」（詞：一色伸幸、曲：金剛地武志）
- 選曲 - 藤村義孝
- 方言指導 - 大塚達矢、東條織江、鶴あいか、滝野洋平
- ボディスタント - 倉田プロモーション
- カラリスト - 大谷寛
- VFX・CG - 日本映像クリエイティブ、マリンポスト、Fude、PAGODA LLC、豊直康、久村英徹
- 技術協力 - バスク
- 美術協力 - フジアール
- 音響効果 - スポット
- ポスプロ - 東通、ワインドアップ
- 映像提供 - FNN、神戸市、松崎太亮、神戸映画資料館
- スペシャルサンクス - 岡本啓[11]
- 協力プロデューサー - 水野綾子
- プロデュース - 米田孝、萩原崇、杉浦史明（カンテレ）、日枝広道（電通）、高丸雅隆（共同テレビ）
- 制作プロダクション - 共同テレビ
- コンテンツパートナー - U-NEXT（配信）
- 企画・制作協力 - 電通
- 制作著作 - カンテレ

## 関連企画
インターネット向け映像配信サービスの「U-NEXT」では、本作の放送に先がけて、2019年1月1日からオリジナルのプロローグドラマ『ひと目、あなたに。』（主演：葵わかな）、同月8日から『ひと口、あなたに。』（主演：佐藤隆太）の配信を開始。本作の放送終了直後の1月15日23時30分からは、未公開シーンを含めたディレクターズカット版（全6話のシリーズドラマ）も順次配信している。
また、制作局のカンテレでは、本作放送日の深夜（2019年1月15日の24:55 - 25:40）に『もう一度、つなげる。ドラマ『BRIDGE』ドキュメント』を関西ローカルで放送。本作の撮影秘話、本作のメインキャストのモデルになった人物（実際に六甲道駅の復旧工事へ携わった奥村組の新旧社員）による述懐、同駅周辺の商店主による工事期間中の証言をドキュメンタリー方式で紹介した。この番組も、放送終了後にU-NEXTで配信されている。